# عزيز شحادة
عزيز بولص شحادة (1985-1912) محام فلسطيني من مواليد مدينة بيت لحم، والده الصحفي والكاتب بولص شحادة صاحب مرآة الشرق في عهد الانتداب البريطاني.

## مسيرته التعليمية
درس في مدرسة المطران (سانت جورج) بالقدس، درس القانون في معهد الحقوق الفلسطيني بالقدس وحصل على إجازة لمزاولة مهنة المحاماة، عمل كصحفي لمدة ثلاثة أعوام (1933-1936) بالقدس، ثم التحق بنقابة المحامين الفلسطينيين وبدأ ممارسة مهنة المحاماة في يافا.

## مسيرته السياسية
شحادة هو أحد المدافعين القانونيين عن نشطاء ثورة عام 1936 مع غالبية مواطني وسكان يافا انتقل إلى رام الله خلال النكبة الفلسطينية عام 1948 استأنف مهنة المحاماة، انتخب عضواً في المؤتمر العام للاجئين في رام الله عام 1949، شارك في مباحثات قضية اللاجئين في لوازن بسويسرا اعتبر من أبرز المحامين في الضفة الغربية وشارك مع شقيقه فؤاد شحادة أعمال المحاماة في مكتب شحادة للمحاماة، تولى الدفاع عن قضية الحسابات البنكية المغلقة الفلسطينية وتمكن من الإفراج عنها من إسرائيل بعد عام 1948 تولى الدفاع في قضية المتهمين بإغتيال الملك عبد الله الأول عام 1951، وهو من أوائل الشخصيات الفلسطينية الذين طرحوا فكرة إقامة دولة فلسطينية في الضفة الغربية وعاصمتها القدس الشرقية من خلال لقاءات ومواقف ومقالات في الصحف المحلية، اجتمع ورئيس بلدية نابلس حمدي كنعان مع وزير الإحتلال الإسرائيلي موشيه دايان بناءاً على طلب الأخير في أبريل 1968 لمناقشة العديد من السيناريوهات السياسية لمستقبل الأراضي المحتلة بعد حرب 1967، في عام 1974 شغل منصب مستشار دفاع في محاكمة رئيس أساقفة الروم الكاثوليك هيلاريون كابوتشي، من أبرز الدعاة لممارسة حق تقرير المصير للشعب الفلسطيني.

## مؤلفاته
له كتاب ألف باء في قضية فلسطين العربية، وقد ترجمه إلى الإسبانية المحامي فرنسيس عبد ربه.

## وفاته
أغتيل أثناء دخوله منزله  في رام الله في 2 ديسمبر عام 1985.